# Villers-le-Sec (Mosa)
Villers-le-Sec és un municipi francès situat al departament del Mosa i a la regió del Gran Est. L'any 2007 tenia 144 habitants.

## Demografia

### Població
El 2007 la població de fet de Villers-le-Sec era de 144 persones. Hi havia 66 famílies, de les quals 22 eren unipersonals (13 homes vivint sols i 9 dones vivint soles), 31 parelles sense fills i 13 parelles amb fills.
La població ha evolucionat segons el següent gràfic:
Habitants censats

### Habitatges
El 2007 hi havia 77 habitatges, 67 eren l'habitatge principal de la família, 4 eren segones residències i 7 estaven desocupats. 73 eren cases i 3 eren apartaments. Dels 67 habitatges principals, 57 estaven ocupats pels seus propietaris i 10 estaven llogats i ocupats pels llogaters; 4 tenien dues cambres, 5 en tenien tres, 15 en tenien quatre i 42 en tenien cinc o més. 60 habitatges disposaven pel capbaix d'una plaça de pàrquing. A 21 habitatges hi havia un automòbil i a 35 n'hi havia dos o més.

### Piràmide de població
La piràmide de població per edats i sexe el 2009 era:
| Homes | Edats   | Dones |
| ----- | ------- | ----- |
| 0     | 95 o +  | 0     |
| 0     | 90 a 94 | 0     |
| 0     | 85 a 89 | 0     |
| 0     | 80 a 84 | 0     |
| 4     | 75 a 79 | 16    |
| 0     | 70 a 74 | 0     |
| 4     | 65 a 69 | 4     |
| 8     | 60 a 64 | 8     |
| 4     | 55 a 59 | 4     |
| 4     | 50 a 54 | 8     |
| 12    | 45 a 49 | 8     |
| 4     | 40 a 44 | 4     |
| 4     | 35 a 39 | 4     |
| 0     | 30 a 34 | 4     |
| 0     | 25 a 29 | 0     |
| 4     | 20 a 24 | 0     |
| 8     | 15 a 19 | 8     |
| 8     | 10 a 14 | 4     |
| 4     | 5 a 9   | 8     |
| 0     | 0 a 4   | 0     |

## Economia
El 2007 la població en edat de treballar era de 92 persones, 67 eren actives i 25 eren inactives. De les 67 persones actives 61 estaven ocupades (35 homes i 26 dones) i 6 estaven aturades (4 homes i 2 dones). De les 25 persones inactives 14 estaven jubilades, 3 estaven estudiant i 8 estaven classificades com a «altres inactius».

### Ingressos
El 2009 a Villers-le-Sec hi havia 65 unitats fiscals que integraven 149 persones, la mediana anual d'ingressos fiscals per persona era de 20.461 €.

### Activitats econòmiques
Dels 6 establiments que hi havia el 2007, 1 era d'una empresa alimentària, 2 d'empreses de fabricació d'altres productes industrials, 2 d'empreses de comerç i reparació d'automòbils i 1 d'una empresa immobiliària.
L'únic establiment comercial que hi havia el 2009 era una gran superfície de material de bricolatge.
L'any 2000 a Villers-le-Sec hi havia 10 explotacions agrícoles que ocupaven un total de 580 hectàrees.

## Poblacions més properes
El següent diagrama mostra les poblacions més properes.